# Ананьев, Николай Константинович
Николай Константинович Ананьев (бел. Мікалай Канстанцінавіч Ананьеў, род. 12 апреля 1949 года в г. Осиповичи, Могилёвской области) — советский и белорусский спортивный деятель, Министр спорта и туризма Республики Беларусь 1998—1999), дважды Помощник Президента Республики Беларусь по вопросам физической культуры, спорта и развития туризма (1997—1998) и (2001—2004), дважды вице-президент Национального олимпийского комитета Республики Беларусь (1997—1999) и (2012—2017), заслуженный тренер Республики Беларусь, председатель Белорусского союза конькобежцев.

## Биография
Родился 12 апреля 1949 года в г. Осиповичи.
Трудовую деятельность начал в 1965 году рабочим вагонного депо, после службы в Советской армии работал на железнодорожной станции Осиповичи.
В 1975 г. окончил Белорусский государственный ордена Трудового Красного Знамени институт физической культуры.
1970—1971 гг. — начальник Комитета по физической культуре и спорту Осиповичского райисполкома.
1971—1979 гг. — завуч, старший тренер по баскетболу Осиповичской ДЮСШ.
1979—1986 гг. — инструктор, заведующий организационным отделом Осиповичского горкома коммунистической партии Белоруссии.
1986—1987 гг. — заместитель председателя Осиповичского райисполкома.
1987—1997 гг. — начальник Комитета по физической культуре и спорту Могилёвского облисполкома.
1989 г. — окончил Белорусскую государственную сельскохозяйственную академию.
1997—1998 гг. — Помощник Президента Республики Беларусь по вопросам физической культуры, спорта и развития туризма.
1997—1999 гг. — вице-президент Национального олимпийского комитета Республики Беларусь.
1998—1999 гг. — Министр спорта и туризма Республики Беларусь.
1998—2001 гг. — председатель Белорусской федерации баскетбола.
2000—2001 гг. — заместитель начальника Аппарата Правительства Парламентского Собрания Союзного государства Беларуси и России.
С октября 2001 года распоряжением Президента Беларуси Александра Лукашенко назначен Помощником Президента Республики Беларусь по вопросам физической культуры, спорта и развития туризма, 9 июля 2004 года освобождён от должности помощника.
2004—2006 гг. — директор государственного учреждения образования «Республиканское училище олимпийского резерва».
2006—2010 гг. — главный специалист КУП «УКС Мингорисполкома».
2010—2019 гг. — Президент Беларуси Александр Лукашенко дал согласие на назначение генеральным директором государственного учреждения «Многопрофильный культурно-спортивный комплекс Минск-Арена».
2012—2017 гг. — вице-президент Национального олимпийского комитета Республики Беларусь.
Председатель Белорусского союза конькобежцев.

## Отзывы коллег
«Очень жаль, что мне не удалось в качестве генерального директора клуба поработать с Николаем Константиновичем более продолжительное время и в ходе общения с ним перенять тот колоссальный опыт управленца, который он накопил за годы работы. Надеюсь, мы приумножим наследие, оставленное Николаем Константиновичем. И, конечно, всегда по-прежнему будем рады видеть Ананьева на матчах нашего клуба!».— Дмитрий Басков

«Мне повезло в жизни с тренером, который привил любовь и желание заниматься баскетболом, — это Николай Константинович Ананьев. У него не было мелочей. Если кто-то приходил на тренировку в рубашке, а не в майке — не допускал к занятию. Он ценил свой труд и приучал нас ценить дисциплину и порядок, получать удовольствие от игры. Провести качественную тренировку непросто. Не каждый сможет соединить в ней психологию, духовную составляющую, физическую нагрузку. Он умел зажечь наши сердца огненной речью: порой держались за животы от смеха, а иногда мурашки бежали по телу от строгости. За короткое время он стал нашим кумиром. Ведь тренера ни разу не видели с сигаретой, не слышали от него запаха алкоголя, он был честен, чист и опрятен».— Сергей Шайковский

## Награды
Почётное звание «Заслуженный тренер Республики Беларусь».
Почётный председатель Белорусской федерации баскетбола